# Monrovia (Kalifornia)
Monrovia város az USA Kalifornia államában. Lakosainak száma 37 931 fő (2020. április 1.).

## Népesség
A település népességének változása:

| 2010 | 36 590 |
| 2020 | 37 931 |